# Jean-Pierre Christin
Pour les articles homonymes, voir Christin.
Jean-Pierre Christin, né le 31 mai 1683 à Lyon où il est mort le 19 janvier 1755, est un mathématicien, physicien, astronome et musicien lyonnais. En 1713, il est membre fondateur et secrétaire perpétuel de l'Académie Royale des Beaux-Arts de Lyon. Il est l'inventeur du thermomètre centigrade à mercure avec ses repères modernes, connu en Europe avant la Révolution française sous le nom de Thermomètre de Lyon.

## Biographie
Jean-Pierre Christin est né à Lyon le 31 mai 1683, fils de Jean Christin, négociant, et de Benoîte Vilet. La famille Christin est originaire du Bugey. Il fait sa scolarité chez les Pères Jésuites au Grand Collège de la Trinité (aujourd'hui Lycée Ampère) où il est particulièrement intéressé par deux de ses professeurs : le Père Jean de Saint-Bonnet qui enseigne la Physique et les Mathématiques et le Père Dominique de Colonia, brillant professeur de rhétorique et de littérature classique. En 1701, Christin convainc son père de le laisser partir à Paris pour y étudier la peinture, la sculpture, l'architecture et la musique. Il a une belle voix et joue de plusieurs instruments. Sa bibliothèque témoigne de sa passion pour la musique.
Le Père Jean de Saint-Bonnet, encouragé par Jean-Dominique Cassini, directeur de l'Observatoire de Paris, projette de construire un observatoire à Lyon sur l'église du Grand Collège de la Trinité. Le projet est accepté. Le financement est trouvé. La construction est lancée probablement en 1701, au moment où Christin quitte le Grand Collège de la Trinité. Mais en 1703, alors qu'il supervise le chantier, le Père de Saint-Bonnet tombe d'un échafaudage et meurt 3 jours plus tard. Le bâtiment est cependant achevé. Jean-Pierre Christin utilisera cet observatoire pour ses travaux scientifiques, en particulier pour ses observations astronomiques et météorologiques.
À son retour à Lyon en 1713, il organise, avec quelques amateurs, des conférences et des concerts qui trouvent rapidement un public plus large. Le groupe informel se constitue en Société ou Académie du Concert, qu'il co-fonde avec Nicolas-Antoine Bergiron de Briou, puis, plus officiellement, en Académie des Beaux-Arts approuvée par une lettre patente en 1724. Mais il est difficile de faire coexister concerts et conférences académiques. Il sépare les deux activités en 1736 et établit la Société des Conférences qui prend le nom de Société Royale des Beaux-Arts, approuvée par une lettre patente de 1750. L'académie est constituée de trois classes : Physique, Mathématiques et Arts. Les arts signifient les sciences de l'ingénieur.
Christin est célibataire. « Cette solitude domestique, une fortune honnête et beaucoup de zèle le mirent en état de le livrer aux exercices de cette académie naissante dont il fut son secrétaire perpétuel... Il rappelle alors les principes de Physique et de Mathématiques qu'il avait étudiés dans sa jeunesse. »
À cette époque, il perd ses parents et sa sœur. Il a deux frères, l'un est Docteur en Sorbonne et chanoine de Champeaux, l'autre est chartreux à Valsaintes.
Parallèlement à ses activités artistiques et scientifiques, Jean-Pierre Christin prend soin de ses concitoyens en étant officier de quartier puis capitaine par brevet du roi. Il prend la direction d'une fondation pour les jeunes filles nécessiteuses et y consacre une partie de ses revenus. Comme le chroniqueur ne mentionne pas d'activité commerciale, on suppose que Christin vit de la fortune que lui a laissée son père avant de bénéficier de la vente de ses thermomètres.
En 1752, il est élu directeur de la Société Royale des Beaux Arts, tout en conservant ses fonctions de secrétaire perpétuel.
Jean-Pierre Christin meurt d'une fluxion de poitrine le 19 janvier 1755.

## Thermomètre de Lyon

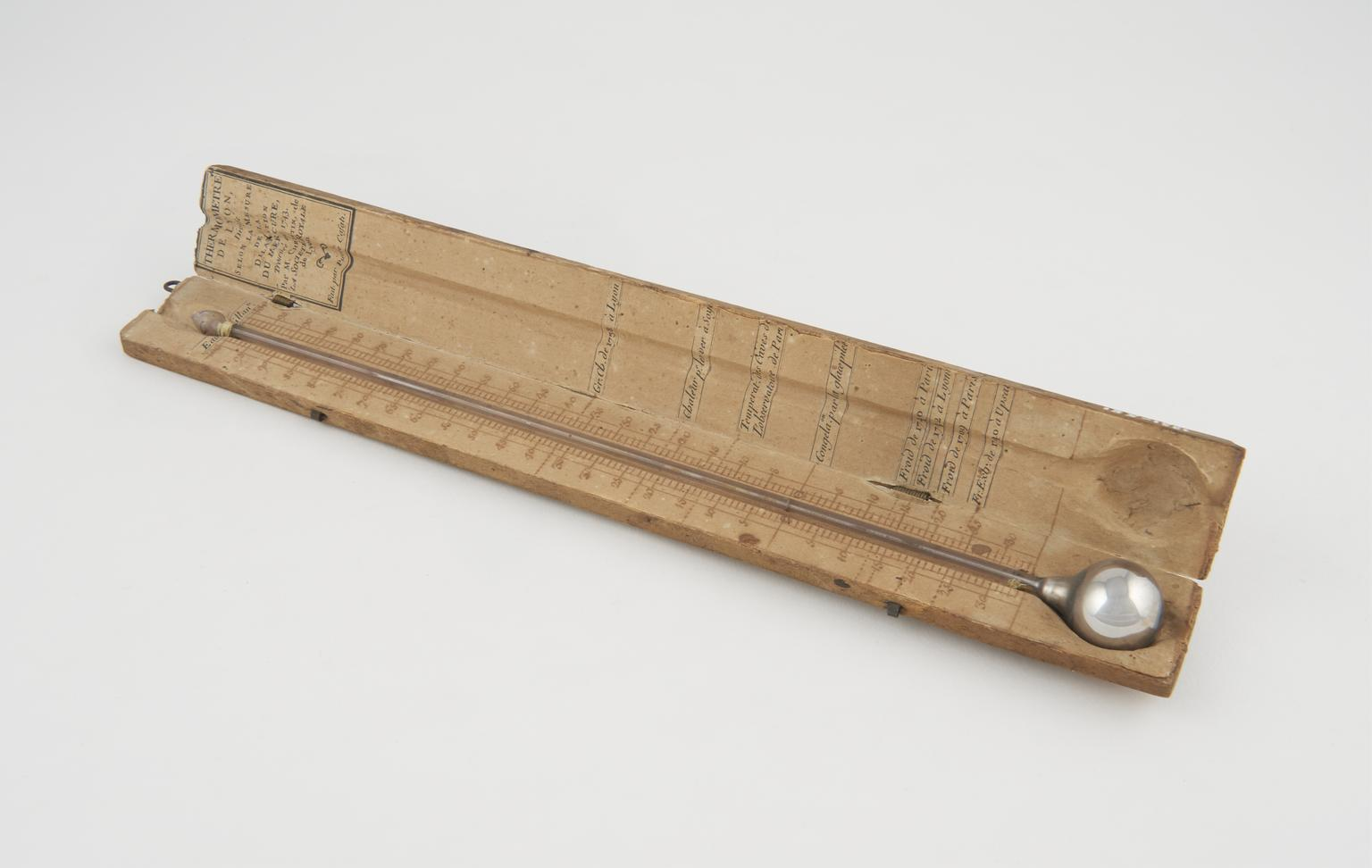
Thermomètre de Lyon au Science Museum de Londres.

Le développement des sciences et des techniques au XVIIIe siècle est entravé par l'hétérogénéité des unités et le manque de précision des mesures de longueur, de temps, de poids et de température. En ce qui concerne la mesure des températures, Gabriel Fahrenheit, allemand de La Haye, présente en 1724 un thermomètre à mercure devant la Royal Society. L'échelle de ce thermomètre est calée sur une valeur basse (mélange d'eau et de chlorure d'ammonium) et une valeur haute (température corporelle humaine puis équine) qui ne sont pas très bien définies. L'échelle de Fahrenheit sera plus tard recalée sur les mêmes repères que ceux de l'échelle centigrade. Cependant l'usage du thermomètre de Fahrenheit se répand en Angleterre, en Europe du Nord et en Allemagne.
En France, René-Antoine Ferchault de Réaumur propose en 1730, devant l'Académie des Sciences de Paris, un thermomètre à alcool (éthanol) dont l'échelle est divisée en 80 degrés entre le zéro gravé à la température de la congélation de l'eau et le 80 marqué à la température de l'ébullition de l'éthanol qu'il pense être identique à celle de l'eau. Ce thermomètre se répand en France.
Christin procède à des relevés météorologiques depuis de nombreuses années. Il n'est pas satisfait de ses mesures qu'il trouve ni suffisamment précises ni reproductibles. En 1736, l'observatoire de Lyon reçoit de l'Académie des Sciences de Paris un thermomètre Réaumur. Christin s'en procure deux autres ainsi que deux thermomètres à mercure. Au cours de la séance de la Société Royale du 14 septembre 1740, il fait part de ses observations dans une note intitulée "Des thermomètres" qu'il conclut ainsi :
« Pour construire de bons thermomètres, je n'ose m'en assurer qu'après des observations et des expériences qui me restent à faire [...] et le mercure y sera préférable à l'esprit de vin. »
C'est dans ce contexte que Jean-Pierre Christin, qui a le même âge que Réaumur, « se mit en état de perfectionner les thermomètres de mercure, connus sous le nom de thermomètres de Lyon, selon les principes de Mr de Réaumur. Il forma à cette nouvelle construction un Italien, le sieur Pierre Casati, dont les ouvrages en ce genre ont mérité l'approbation publique ».
Le résultat de ces recherches est présenté le 19 mai 1743 devant la Société Royale des Beaux-Arts : un nouveau thermomètre à mercure est né avec une échelle divisée en 100 degrés dont le zéro est fixé à la température de la glace fondante et le 100 à celle de l'ébullition de l'eau. Christin le qualifie de centigrade. En juillet 1743, Christin fait dans les journaux la publicité du Thermomètre de Lyon, divisé selon la dilatation du mercure. Il écrit humblement : « Si le public veut adopter la nouvelle division en 100 degrés, je pense qu'il fera bien, et si au contraire il ne le veut pas, je n'en serai pas fâché ; j'aurai toujours la satisfaction d'avoir fait de mon mieux. » Son invention est effectivement critiquée par ceux qui restent attachés à la grande autorité de Réaumur (p.110). Le thermomètre conçu par Christin est produit à partir de 1743 par Pierre Casati, artisan verrier lyonnais établi dans le quartier de la Guillotière. Le Thermomètre de Lyon rencontre un vif succès commercial local. Puis, c'est par centaines qu'il se vend à Paris, dans le Dauphiné, en Provence et dans d'autres villes d'Europe.
Anders Celsius, astronome suédois d'Uppsala, à qui on attribue généralement l'invention du thermomètre centigrade, publie son invention en 1742 mais avec une échelle inversée : le 0° est au point d'ébullition de l'eau et le 100° au point de fonte de la glace. L'échelle de Celsius est inversée après sa mort par un de ses collègues suédois, soit Martin Strömer, son successeur à la chaire d'astronomie de l'université d'Uppsala en 1744, soit Carl von Linné en 1746. Jean-Pierre Christin n'a pas inversé l'échelle de Celsius dont il ignore l'existence. Il a fait une recherche méthodique indépendante au même moment et a abouti à un thermomètre de conception très proche et de même qualité.
Le thermomètre centigrade à mercure n'aurait peut-être eu qu'une utilisation restreinte si la Commission des poids et mesures, créée par la Convention, n’avait décidé en 1794 que « le degré thermométrique sera[it] la centième partie de la distance entre le terme de la glace et celui de l’eau bouillante », lui donnant ainsi un caractère officiel et universel par son intégration au système métrique.

## Prix Christin

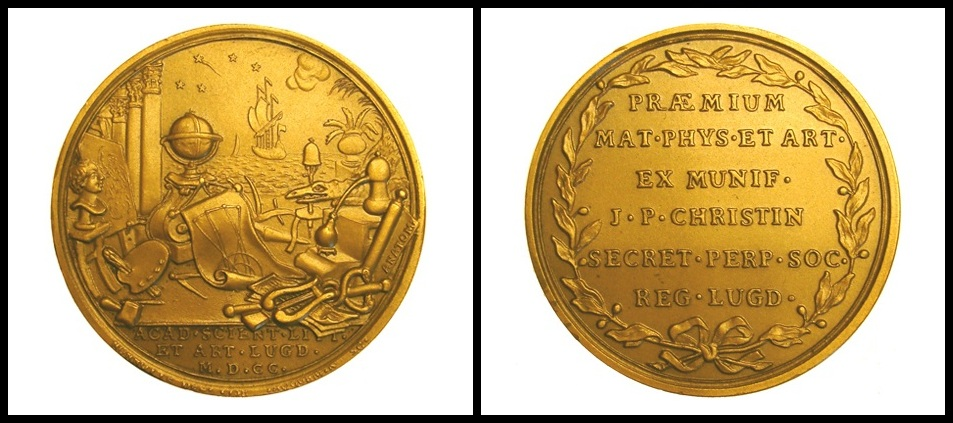
Médaille du Prix Christin.

Jean-Pierre Christin a légué ses livres, ses machines et ses estampes à la Société Royale des Beaux Arts. Il a fondé un prix annuel d'une médaille d'or de 300 livres pour récompenser « ceux qui concourroient au travail proposé et jugé par la Société royale ». La médaille devait récompenser « un savant ayant œuvré la première année pour les Mathématiques, la seconde pour la Physique et la troisième pour les Arts, et ainsi de suite à perpétuité (p.133). »

## Écrits
- Mémoire sur l'observation d'une éclipse de lune du 18 décembre, et sur quelques particularités relatives à ce phénomène (1732).
- Instrument propre aux opérations de géométrie pratique et d'astronomie (1736).
- Recherches sur les véritables dimensions du pied de roi et du pied de ville (1736).
- Lettre sur l'usage de la jauge de Lyon (1736).
- Parallèle des diverses méthodes de calcul pour mesurer le cercle (1736).
- Démonstration de divers problèmes de géométrie (1737).
- Méthode pour tracer une méridienne par les hauteurs du soleil (1740).
- Observations sur les baromètres de différents genres (1740).
- Fixation de la latitude ou élévation du pôle de Lyon (1745).
- Remarque sur la chaleur naturelle du corps humain, observée par le moyen du thermomètre de Lyon (1747).
- Sur la chaleur directe du soleil, observée par le même instrument (1747).
- Sur la chaleur des eaux minérales de Baréges (1748).
- Expériences sur l'incubation artificielle des œufs de poule, par le moyen de certains degrés de chaleur (1750).
- Expériences sur les aimants naturels et artificiels de diverses grandeurs (1750).
- Sur l'hygromètre (1750).